# Tour manager
Un tour manager ou en français régisseur de spectacle est la personne qui aide à organiser les concerts artistiques ou sportifs.

## Description
Une tournée met en compte des montages techniques, financiers et juridiques complexes.
Les tour managers sont souvent des travailleurs indépendants.

## Rôle

### La logistique et les Déplacements
- Planifier les départs des hôtels
- Régler les factures de ces derniers
- S'assurer des confirmations des vols
- Payer les membres du groupe ainsi que de l'équipe
- S'assurer des contacts avec les organisateurs
- Contacts avec les médias
- Superviser les activités liées
- S'assurer du respect du planning du concert
- S'assurer que les équipements sont correctement transportés
- S'assurer du transport vers les hôtels suivants
- Comptes rendus aux promoteurs du spectacle